# Émile Béthouart
Marie Emile Antoine Béthouart (født 17. december 1889, død 17. oktober 1982) var general i den franske hær. I 1945 blev han fransk øverstbefalende i Østrig.
En gangbro i Innsbruck bærer hans navn: Emile-Béthouart-Steg. Broen blev navngivet den 10. juni 2003 ved en ceremoni med deltagelse af franske og østrigske militærenheder.